# Püree

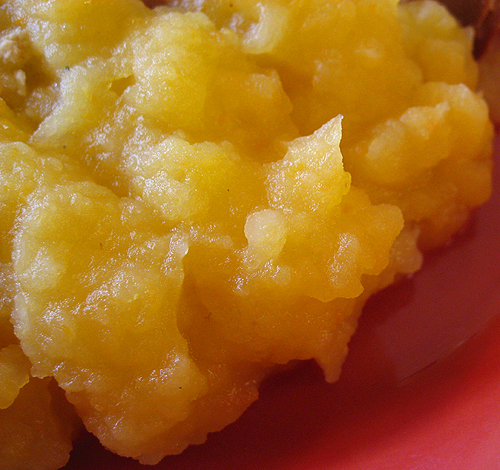
Beispiel: Steckrübenpüree (Wrukengericht)

Als Püree (n; im 18. Jahrhundert als Begriff der feinen französischen Küche aus dem Französischen entlehnt: purée, „Brei aus Hülsenfrüchten“, „breiförmige Speise“) werden Breie bezeichnet, die, durch ein Sieb gestrichen (pürieren), zu einem homogenen Mus verarbeitet sind. Hauptzutaten können neben Hülsenfrüchten, Kartoffeln, Zwiebeln und anderen Gemüsen, Maronen, Fleisch und Obst sein. Häufig enthalten sie weitere Zutaten wie Fleischbrühe, Sahne und Butter.
Bekannte Pürees sind:
- Bohnenpüree
- Erbspüree
- Kartoffelpüree
- Maronenpüree
- Pastinakenpüree
- Püree Argenteuil (Spargelpüree)
- Püree Clamart (Püree aus grünen Bohnen)
- Püree Conti (Linsenpüree)
- Püree Diwlar (Paprika-Kartoffelpüree)
- Püree Dubarry (Blumenkohlpüree)
- Püree Rachel (Püree aus Artischockenböden)
- Püree Soubise (Zwiebelpüree)
- Püree Suzette (Sellerie-Kartoffelpüree)
- Relishes